# Alpinia vitiensis
Alpinia vitiensis là một loài thực vật có hoa trong họ Gừng. Loài này được Seem. mô tả khoa học đầu tiên năm 1868.